# Xfe
X File Explorer (Xfe) - это графический файловый менеджер для X Window System в Unix и Unix-подобных операционных системах, написанный Роландом Боденом. При разработке проекта основными целями были заявлены простота, легкость и удобство использования. Она написана на языке программирования C++ с использованием инструментария FOX toolkit и лицензирована на условиях GNU General Public License.
Программа не поддерживает отображение фотографий и изображений.

## Примечание
1. ↑  XFE Homepage. Дата обращения: 23 ноября 2020. Архивировано 12 ноября 2020 года.
2. ↑  Менеджер Xfe (X File Explorer) — Быстрый И Не Зависящий От Рабочего Окружения Менеджер | Ubuntu-Desktop.Ru. Дата обращения: 23 ноября 2020. Архивировано 27 сентября 2020 года.
3. ↑  Файловые менеджеры для Ubuntu. Дата обращения: 23 ноября 2020. Архивировано 2 декабря 2020 года.
4. ↑  Carla Schroder. 4 Excellent Alternative Graphical Linux File Managers (амер. англ.). Linux.com (15 мая 2014). Дата обращения: 29 ноября 2020. Архивировано 8 декабря 2020 года.